# أنتوني سي إي كوينتون
أنتوني سيسيل إيدن كوينتون (4 أبريل 1934 - 31 يوليو 2023) دبلوماسي أمريكي عمل سفيرًا للولايات المتحدة لدى إمبراطورية إفريقيا الوسطى ونيكاراغوا والكويت وبيرو.

## النشأة والتعليم
ولد كوينتون في سياتل وتلقى تعليمه في مدرسة جامعة القديس مايكلز في فيكتوريا، كندا. حصل على بكالوريوس في الآداب من جامعة برينستون، وبكالوريوس في الأدب من جامعة أكسفورد ، حيث كان حاصلاً على منحة مارشال.

## الحياة المهنية
انضم كوينتون إلى السلك الدبلوماسي للولايات المتحدة في 1959. وعمل موظف سلك دبلوماسي في سيدني من 1959 إلى 1962، وفي كراتشي من 1963، وفي راولبندي من 1964 إلى 1966، وفي نيودلهي من 1966 إلى 1969، وأمضى الفترة 1969-1972 في وزارة الخارجية الأمريكية في واشنطن العاصمة في منصب المسؤول السياسي الأول للهند في مكتب شؤون الشرق الأدنى. ثم أمضى الفترة 1972-1973 كمسؤول سياسي في سفارة الولايات المتحدة في فرنسا. من 1973 إلى 1976، كان نائب رئيس البعثة في كاتماندو. في عام 1976، رشحه الرئيس الأمريكي جيرالد فورد سفيراً للولايات المتحدة لدى إمبراطورية أفريقيا الوسطى. وفي 20 فبراير 1976، قدّم السفير كوينتون أوراق اعتماده، وظل في المنصب حتى 9 يونيو 1978.
أصبح كوينتون لاحقاً منسق مكافحة الإرهاب. وخلال توليه المنصب، أشرف على غرفة العمليات المسؤولة عن التعامل مع حصار سفارة جمهورية الدومينيكان في بوغوتا في 1980 من قبل حركة 19 أبريل. استمر في هذا المنصب حتى عام 1981 حيث عينه الرئيس رونالد ريغان سفيراً للولايات المتحدة في نيكاراغوا، وقدم أوراق اعتماده في 26 مارس 1982، واستمر في المنصب حتى 6 مايو 1984. ثم عينه ريغان سفيراً للولايات المتحدة في الكويت، وشغل المنصب من سبتمبر 1984 إلى أغسطس 1987. عاد كوينتون إلى الولايات المتحدة في سبتمبر 1987، ليشغل منصب نائب المفتش العام لوزارة الخارجية من سبتمبر 1987 إلى نوفمبر 1989.
عين الرئيس الأمريكي المنتخب حديثاً وقتها جورج بوش الأب كوينتون سفيراً للولايات المتحدة في بيرو، وقدم أوراق اعتماده في 11 ديسمبر 1989، وظل في المنصب حتى 16 سبتمبر 1992.
بعد انتهاء فترة عمله في بيرو، رشح بوش كوينتون لمنصب مساعد وزير الخارجية للأمن الدبلوماسي، وشغل المنصب من 23 سبتمبر 1992 حتى 29 ديسمبر 1995. ثم عينه الرئيس بيل كلينتون مديراً عاماً للخدمة الخارجية، وهو المنصب الذي شغله من 29 ديسمبر 1995 إلى 22 أغسطس 1997.
في 1997، ترك كوينتون السلك الحكومي وانضم إلى مؤسسة أونا تشابمان كوكس، ثم أصبح رئيسًا ومديرًا تنفيذيًا لجمعية السياسة الوطنية. منذ عام 2003، كان دبلوماسياً مقيماً بارزاً في كلية الخدمة الدولية في الجامعة الأميركية. تقاعد كوينتون في عام 2019، لكنه استمر في تدريس دوراته المميزة حول الممارسة الدبلوماسية وبيرو حتى عام 2023.

## الحياة الشخصية
أثناء وجوده في إنجلترا، تزوج من زميلته الحاصلة على منحة مارشال، سوزان لونج، في 1957. أمضى الفترة من 1958 إلى 1959 يعمل معيداً في كلية القديس أنتوني بأكسفورد.